# Mésorégion de Piracicaba
La région de Piracicaba est l'une des 15 mésorégions de l'État de São Paulo. Elle regroupe 26 municipalités groupées en 3 microrégions.

## Données
La région compte 1 374 215 habitants pour 9 046 km2.

## Microrégions[1]
La mésorégion de Piracicaba est subdivisée en 3 microrégions :
- Limeira ;
- Piracicaba ;
- Rio Claro.